# Americocreagris columbiana
Americocreagris columbiana är en spindeldjursart som först beskrevs av Chamberlin 1962.  Americocreagris columbiana ingår i släktet Americocreagris och familjen helplåtklokrypare. Inga underarter finns listade i Catalogue of Life.